# مارشيكا ميد

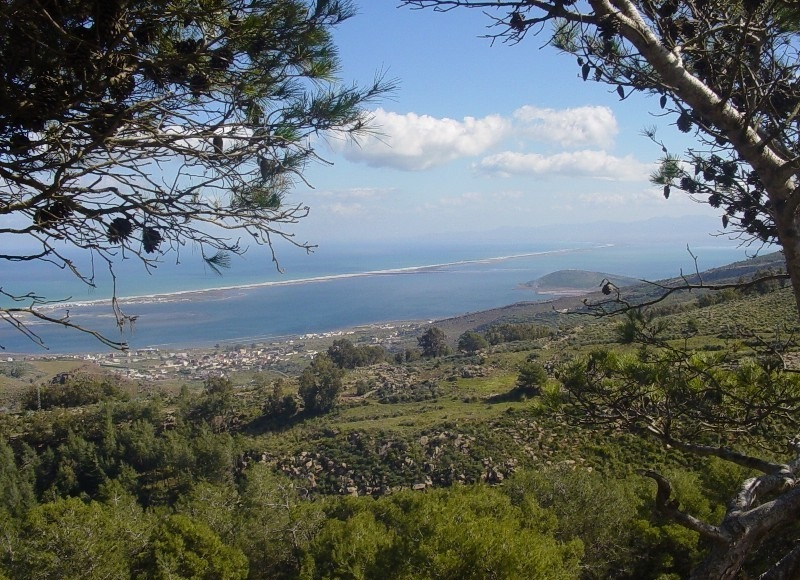
بحيرة مارتشيكا

مارشيكا ميد هُو مشروع لتطوير موقع بُحيرة مارشيكا في مدينة الناظور المغربية.

## الوصف
المشروع جزءٌ من خطة مُدتها سبع سنوات بين 2014 و2020. في نهاية عام 2017، بلغت الاستثمارات المُلتزم بها 3.5 مليار درهم. تمتد البحيرة على مساحة 11.500 هكتار، و24 كيلومتر من الكُثبان الرملية و7 كيلومترات في العرض، الهدف هو إعادة تكوين الموائل الطبيعية للطيور المُهاجرة في الموقع السابق لمياه الصرف الصحي التابعة للناظور.
في عام 2016، صدِّر مبدأ المَشروع إلى ساحل العاج، ثُم إلى مدغشقر (قناة بانغالانيس).